# Sociedad Gimnástica Española de San José
Maillots
La Sociedad Gimnástica Española de San José, plus couramment appelé Gimnástica Española (« Gymnastique espagnole »), est un ancien club de football costaricien, basé dans la ville de San José, et fondé en 1912.

## Palmarès
- Championnat du Costa Rica
  - Vice-champion : 1921, 1928, 1930, 1933, 1937, 1938, 1942